# Famille de Biolley
Pour les articles homonymes, voir Biolley.
Cette page explique l’histoire ou répertorie les différents membres de la famille de Biolley.
 (avril 2020).
La famille De Biolley (aussi appelée : de Biolley du Ry van Steelant) est une famille dont les membres appartiennent à la noblesse du Saint-Empire romain germanique depuis 1769 et depuis 1843 à la noblesse belge.

## Histoire
La ligne documentée remonte à Raymond Biolley qui est mentionné pour la première fois dans un acte notarié de 1582 à Sallanches. Le 5 janvier 1769 des descendants, trois frères, sont faits chevaliers du Saint-Empire. Le 4 avril 1843 le sénateur Raymond de Biolley (1789-1846) est admis dans la noblesse héréditaire belge avec le titre de vicomte transmissible à tous ses descendants masculins. Le 31 mai 1843 son frère, Edouard de Biolley (1790-1851), premier échevin de la ville de Verviers est admis dans la noblesse héréditaire belge ; le 18 mai 1921 on attribue à un petit-fils du précédent, Jean de Biolley (1867-1930), le titre de vicomte transmis par primogéniture.

## Blasonnement
(août 2024).
- 1769: Videlicet scutum oblonge quadratum inferius in cuspidem desinens, perpendiculariter et horizontaliter in quatuor aequales areas sive quadraturas sectum, atque in harum prima sive dextra superiore stellam auream in area caerulea, et in tertia sive dextra inferiore turrim rubram in area argentea, in sinistra vero scuti parte horizontaliter secta leonem erectum cum lingua rubra, alternantis cum areis tincturae, ita, ut in quadratura sive area superiore argentea, media seu pars leonis superior caeruleae, in inferiore autem area caerulea pars leonis inferior argenteae sit tincturae. Scuto corona comitum sive novem globulis argenteis insignita coronato imminet galea caerulea, aperta, clathrata, cum appenso monili aureo, ac imposita corona ducali. Tegumenta galeae sive laciniae sunt folia expansa sinuosa aurei ac caerulei coloris. Telamones denique sunt duo gryphi aurei lingua rubra exserta, cum vexillis eadem, quae in scuti quadratura prima, figura ac tinctura insignitis.
- 4 april 1843: Ecartelé, au premier d'azur, à l'étoile à six rais d'or, au troisième d'argent, à la tour crénelée de gueules, ouverte et [ajourée] d'argent, au deuxième d'argent et au quatrième d'azur, au lion de l'un dans l'autre, armé et lampassé de gueules. L'écu timbré de la couronne de vicomte, sommé d'un heaume d'argent, couronné, colleté, grillé et liseré d'or, fourré et attaché de gueules, aux hachements d'azur et d'or. Cimier: l'étoile de l'écu, entre un vol à dextre d'azur, chargé de deux fasces d'or, et à senestre d'argent, chargé de deux fasces de gueules. Supports: deux griffons d'or, armés et lampassés de gueules, la queue basse, tenant chacun une bannière du premier quartier, fûtée, houppée et frangée d'or.
- 31 mai 1843: L'écu surmonté de la couronne à cinq perles, sommé d'un heaume d'argent, couronné, colleté, grillé et liseré d'or, fourré et attaché de gueules, aux hachements d'azur et d'or. Cimier: l'étoile de l'écu, entre un vol à dextre d'azur, chargé de deux fasces d'or, et à senestre d'argent, chargé de deux fasces de gueules.
- 1921: Gevierendeeld, het eerste van lazuur, met een ster van zes stralen van goud, het derde van zilver, met den toren van keel, geopend en verlicht, het tweede van zilver en het vierde van lazuur, met de leeuw van het één in het andere, genageld en getongd van keel. Het schild getopt voor den titularis met eene kroon van burggraaf, en gehouden door twee grijpvogels van goud, geklauwd en getongd van keel, houdende elk een banier met de wapens van het eerste kwartier, met stam, kwasten en franjes van goud. Het schild overtopt voor [de] andere nakomelingen met een helm van zilver, gekroond, getralied, gehalsband en omboord van go[u]d, gevoerd en vastgehecht van keel, met dekkleeden van zilver en lazuur. Helmteeken: de ster van het schild, tusschen een vlucht rechts van lazuur, beladen met twee fazen van goud, en links van zilver, beladen met twee fazen van keel.

## Personnalités
- Raymond vicomte de Biolley (1789-1846), notamment sénateur
  - Emmanuel vicomte de Biolley (1829-1892), notamment sénateur, père de la première lignée
    - Raymond vicomte de Biolley (1866-1937), notamment député
      - Ir. Maurice vicomte de Biolley (1904-1943)
        - Dr Christian vicomte de Biolley (1930-2018)
          - Philippe vicomte de Biolley (1961)

  - Joseph vicomte de Biolley (1836-1885), père de la deuxième lignée
    - Dr René vicomte de Biolley (1880-1936), sénateur et greffier du Sénat
      - Marc-René vicomte de Biolley du Ry van Steelant (1910-1994)[2]
      - Jacques vicomte de Biolley du Ry van Steelant (1911-1990)[2]
- Ecuyer Edouard de Biolley (1790-1851), premier échevin de la ville de Verviers, père de la troisième lignée
  - Ecuyer François de Biolley (1842-1900)
    - Jean vicomte de Biolley (1867-1930)

## Patrimoine
- L'hôtel Raymond de Biolley, place Sommeleville (Verviers)
- L'hôtel Edouard de Biolley, numéros 28-34 de la même place
- Le château des Mazures à Pepinster, construit par Edouard de Biolley en 1834 selon les plans de Auguste-Marie Vivroux.
- Fondation de l'église Saint Remacle.
- Le Mausolée de Biolley au cimetière de Verviers
- La cité ouvrière de la rue Raymond en Pré-Javais à Verviers, première cité ouvrière construite en Europe, édifiée en 1833.
- La chapelle Sainte Anne de Verviers. Initiative financée par Marie-Anne de Biolley, née Simonis. En 1827, selon des plans de Vivroux.
- La chaire de Vérité de l'église Saint Remacle représente Saints Raymond et Edouard.
- Ferme Biolley à Maison-Bois.
- Le Raymond, navire de commerce, pour le service des Indes Orientales.
- Plaque commémorative à Raymond de Biolley et son épouse Isabelle Simonis, dans un mur de la chapelle latérale de droite. Posée en 1938.

Vues de quelques bâtiments érigés par des membres de la famille
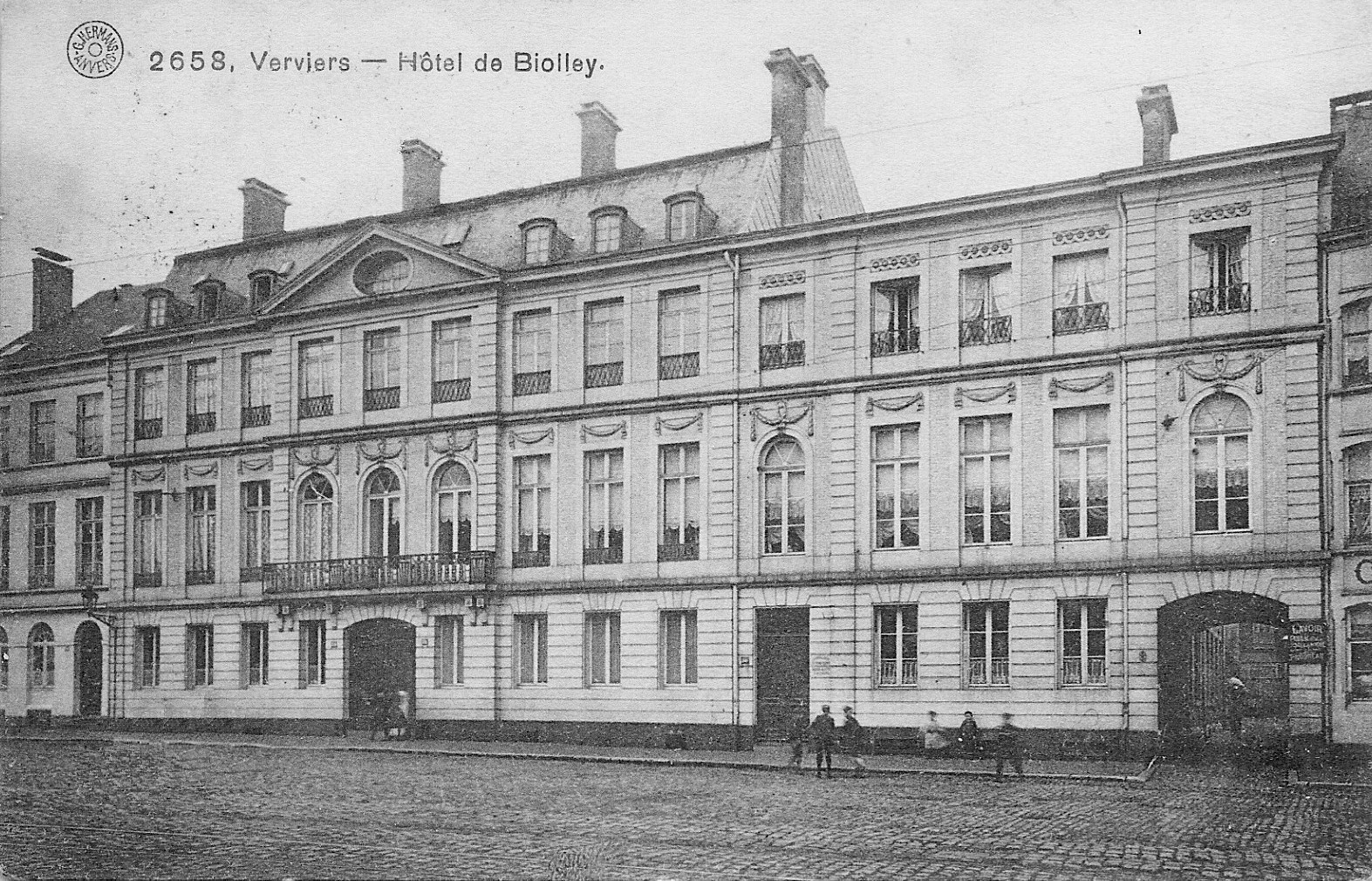
Hôtel de Biolley, Place de Sommeleville.
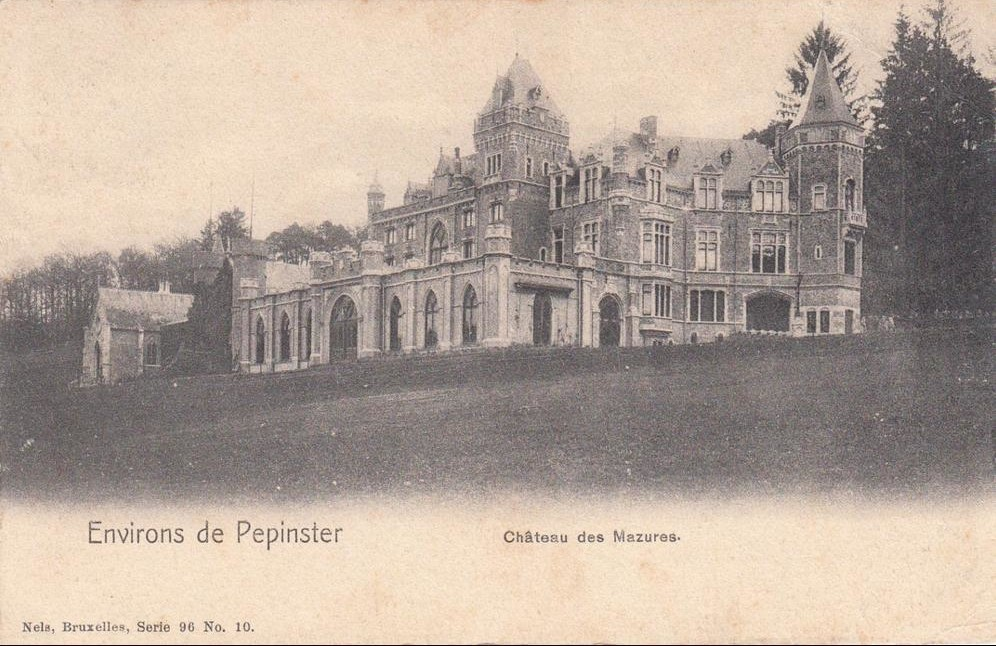
Château de Mazures.
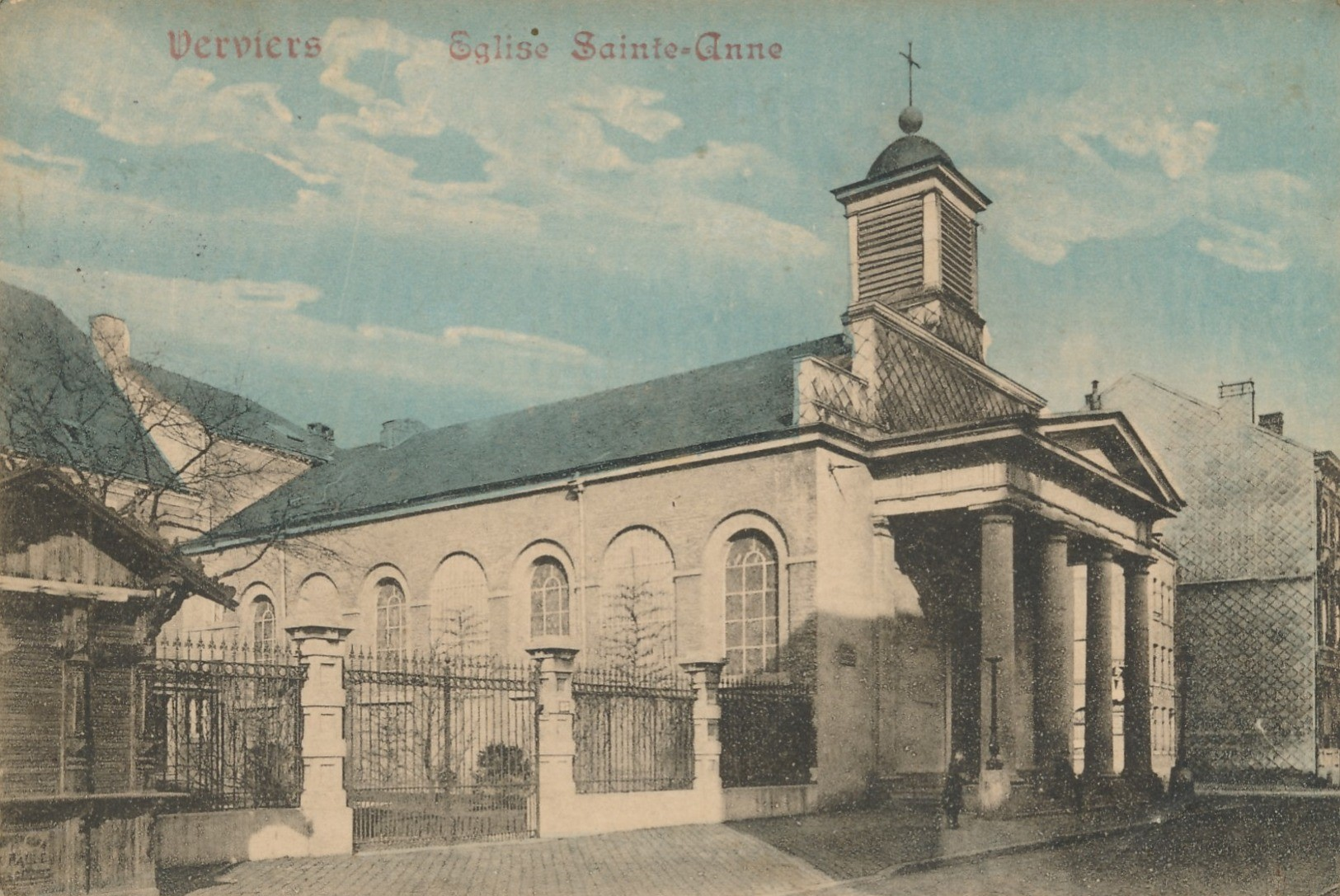
Chapelle Sainte Anne.
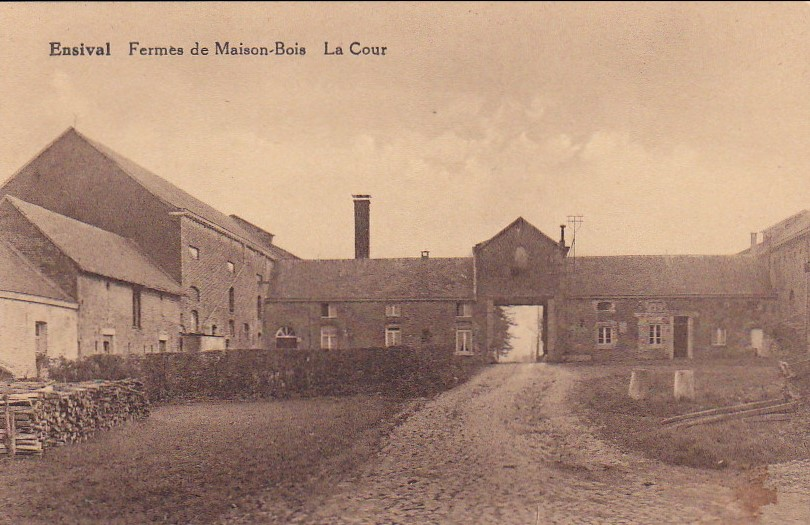
Ferme de Maison-Bois à Ensival.
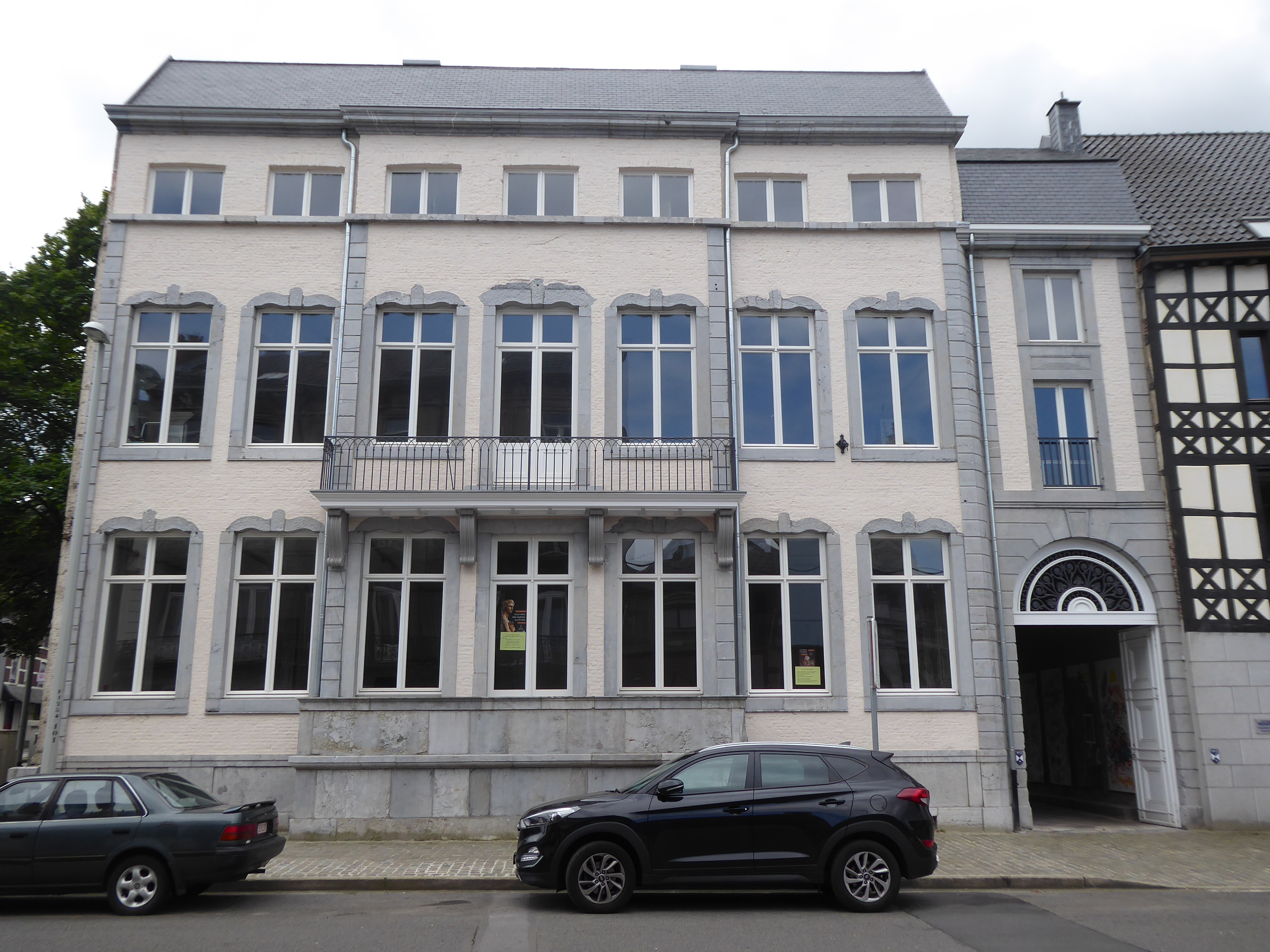
Maison d'Edouard de Biolley. Place de Sommeleville.